# Geisa

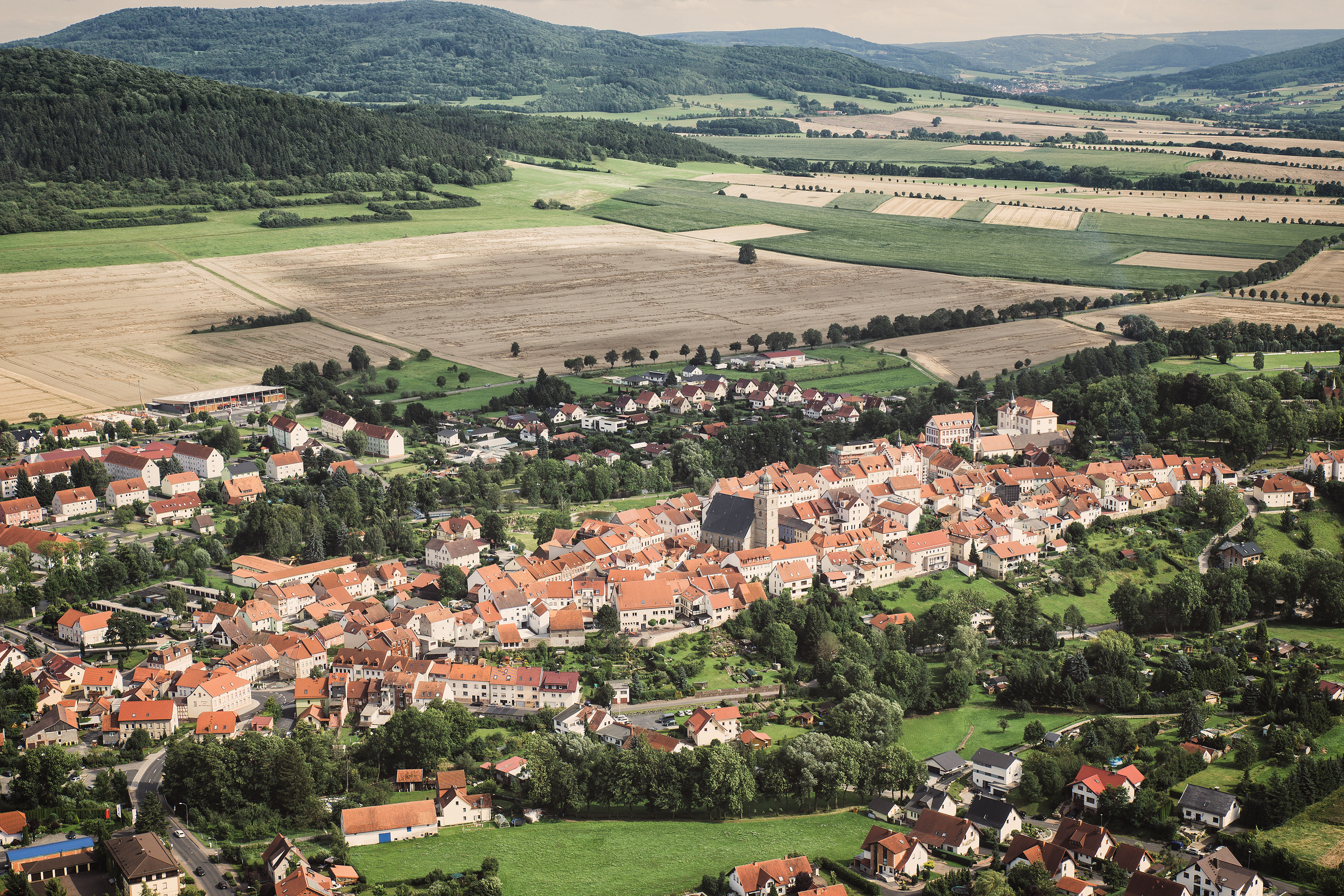
Geisas Altstadt von Nordwesten

Geisa ist eine Landstadt im Süden des Wartburgkreises in der thüringischen Rhön im Ulstertal. Die Stadt besteht aus der Altstadt auf einem Bergrücken zwischen der Ulster im Osten und der Geisa im Westen, den unmittelbar angrenzenden städtischen Erweiterungsgebieten in den Flusstälern sowie elf Dörfern der Umgebung.
Die als Denkmalensemble ausgewiesene Altstadt verfügt über eine im Wesentlichen erhaltene historische Bausubstanz mit der Stadtkirche St. Philippus und Jakobus sowie dem Schlossbezirk als altes administratives Zentrum. Das Gebiet um Geisa war von 817 bis 1803 in Besitz der Reichsabtei Fulda, weshalb die Gegend neben dem Eichsfeld heute eine der beiden katholischen Gegenden im ansonsten evangelisch geprägten Thüringen darstellt.

## Geografie
Geisa liegt im nördlichen Teil der Rhön, der Kuppenrhön, die durch offene Landschaften und steile, bewaldete Inselberge – bekannt als das Hessische Kegelspiel – gekennzeichnet ist. Geisa befindet sich heute an der hessisch-thüringischen Landesgrenze, die nach ihrer ersten Festlegung im Jahr 1815 für die Bevölkerung bedeutungslos geblieben war, mit der Deutschen Teilung ab 1945 aber die weitere Entwicklung der Stadt hemmte. So lag sie als westlichste Stadt des „sozialistischen“ Europas im Sperrgebiet der innerdeutschen Grenze. An diese Zeit erinnert heute die Gedenkstätte Point Alpha unweit von Geisa.
Geprägt wird die Stadttopografie Geisas durch die Lage des historischen Stadtzentrums auf dem Gangolfiberg, der nach Osten zum Tal der Ulster und nach Westen zum Tal der Geisa abfällt.

### Stadtgliederung

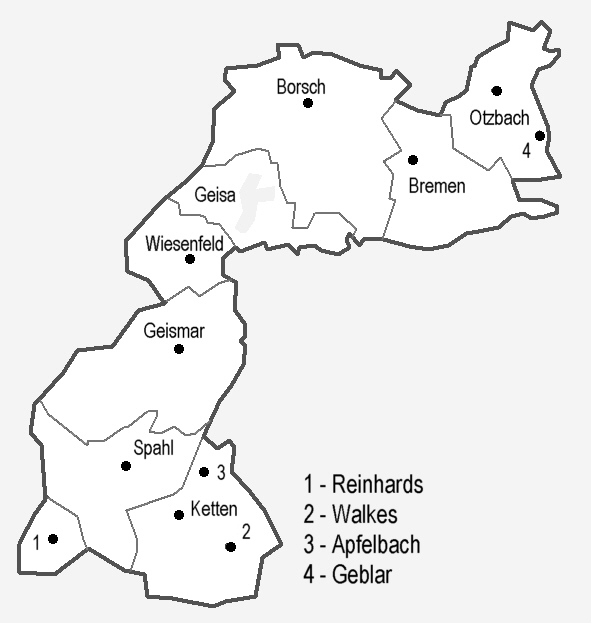
Übersicht Stadtteile

Geisa besteht aus der Kernstadt und fünf Ortsteilen mit zugeordneten Ortschaften:
- Geismar/Spahl/Ketten/Apfelbach/Reinhards/Walkes mit Apfelbach (40 Einwohner)*, Geismar (582 Einwohner), Ketten (199 Einwohner), Reinhards (25 Einwohner)*, Spahl (386 Einwohner) und Walkes (64 Einwohner)*
- Borsch (669 Einwohner) mit Lützenbachshof (12 Einwohner)*
- Bremen (322 Einwohner)
- Otzbach/Geblar mit Otzbach (150 Einwohner) und Geblar (57 Einwohner)*
- Kernstadt Geisa (ca. 2200 Einwohner)
- Wiesenfeld (162 Einwohner)

Die mit * markierten Angaben beziehen sich auf den Erhebungstermin 30. Juni 2009.

## Geschichte
Das Geisaer Gebiet mit dem Ulstertal war, durch archäologische Funde belegt, seit der jüngeren Steinzeit (etwa 3500 v. Chr.) besiedelt. Die kulturelle Blüte in der Bronzezeit kann durch zahlreiche Grabhügel im oberen Ulstertal belegt werden. Zu den herausragenden Funden, die bei Feldarbeiten und gezielten Grabungen freigelegt wurden, zählt die „Schnabelkanne aus der Borscher Aue“, ein seltenes und großartiges Zeugnis für den hohen Stand der Metallverarbeitung dieser Zeit, das Original befindet sich in der Schausammlung der Friedrich-Schiller Universität in Jena.
Die topographisch als Kuppenrhön bekannte Region um Geisa wurde in der Späthallstattzeit bis in die mittlere La-Tène-Zeit durch die Anlage von befestigten Siedlungen – den Oppidas geprägt. Wallanlagen um Geisa konnten in Gipfellage auf dem Schleidsberg, dem Hubenberg und dem Arzberg nachgewiesen werden, sie waren Teil einer Kette von Siedlungen und Befestigungsanlagen, die fast das ganze Gebiet der Rhön einbezog und als eine Abwehrreaktion auf das Vordringen der Germanen gewertet wird.

### Mittelalter
Seit der Merowingerzeit ist eine noch lückenhafte Besiedlung des Stadtgebietes durch Keramikfunde am Gangolfiberg belegbar. Die ersten schriftlichen Belege zur Stadtgeschichte stammen aus der Zeit Abt Ratgars von Fulda, dieser schloss mit Kaiser Ludwig dem Frommen (778–840) einen Tauschvertrag. Er erwarb damit die Meiereien (villicationes) Geisa (Geisaha), Vacha (Vachhe) und Spahl (Spanelo) im Tausch gegen Ibstadt am Rhein. Dieser Vertrag findet sich im Codex Eberhardi des Klosters Fulda.
Die Siedlung Geisa wuchs allmählich und erfuhr durch die Ausweisung als Gerichtsplatz eine regionale Bedeutung. Als Machtzentrum und Verwaltungssitz wurde schon früh vom Kloster Fulda die Burg Rockenstuhl genutzt, sie befindet sich in Sichtweite der heutigen Stadt auf dem Berg Rockenstuhl bei Schleid.
Das Geisaer Gebiet war seit der Zeit der Christianisierung dem Bistum Würzburg zugewandt. Kirchlich hatte der Ort Geisa zunächst keine größere Bedeutung erlangt, die Urpfarrei des Ulstertals befand sich im nahen Schleid. Im 13. Jahrhundert erhielten Geisa, Mellrichstadt und Coburg die Bedeutung als Verwaltungsmittelpunkte (Landkapitel) im 9. Archidiakonat von Würzburg zugewiesen, in dieses Archidiakonat waren 43 Pfarreien eingegliedert. Die kirchliche Verwaltungsstruktur blieb bis zur Reformation im 16. Jahrhundert erhalten, durch den raschen und dauerhaften Verlust zahlreicher Pfarreien (Übertritt zum protestantischen Glauben) wurde im verbliebenen katholischen Teil des Fuldaer Herrschaftsgebietes das Dekanat Geisa der Diözese Fulda geschaffen. Die Kirche „St. Philippus und Jakobus“ wurde in den Jahren 1489 bis 1504 als Stadtpfarrkirche erbaut.
Um das Fuldaer Land gegen seine Nachbarn abzusichern, wurde Geisa wegen seiner günstigen Lage unter Fürstabt Bertho II. von Leibolz bereits im 13. Jahrhundert mit Mauern und Türmen befestigt. Die Stadtmauer ist bis auf die Tore im Stadtbild noch heute an vielen Stellen erhalten oder belegbar. Die erste Nennung als Stadt Geisa erfolgte in einer Urkunde aus dem Jahr 1302.
Das für eine Stadt typische Schank- und Braurecht wurde ihr 1340 von Fürstabt Heinrich VI. von Hohenberg verliehen. Durch die günstige Lage an den Königs- und Handelsstraßen Antsanvia und Via Regia erlebte Geisa einen wirtschaftlichen Aufschwung als Handels- und Marktort. Die bis in das 19. Jahrhundert fortwährende Nutzung der am Fluss errichteten Mühlen waren für die Landgemeinden mit Abgaben verbunden, es bestand der Mühlenzwang.

### Frühe Neuzeit
Die Unzufriedenheit der unterdrückten Bauern entlud sich 1524/25 im Bauernkrieg. In der Region waren es vor allem Bauern aus Tann, die ihre Unzufriedenheit zeigten. Sie zogen nach Geisa, um es zu erobern. Diesen Plan gaben sie allerdings bald auf und zogen weiter nach Fulda, wo sie von Landgraf Philipp von Hessen vernichtend geschlagen wurden. Danach wechselte Geisa mehrfach den Herren und damit die Religion. Schließlich wurde Geisa wieder katholisch.
Während des Dreißigjährigen Krieges wurde die Region von arger Not heimgesucht. Verschiedenste Truppen plünderten und verwüsteten mehrfach die Stadt. Die Pest forderte zahlreiche Opfer. Auch in der Folgezeit kam es immer wieder zu Verwüstungen. Ständige Kriege brachten Zwangseinquartierungen, Plünderungen und eine erdrückende Abgabenlast mit sich. Deshalb wanderte ein Teil der Bevölkerung nach Ungarn aus. Noch heute gibt es in Ungarn eine Rhöner Platt sprechende Minderheit in der deutschen Minderheit.
1665 erwirkte der 1602 in Geisa geborene Jesuit Athanasius Kircher bei Papst Alexander VII. einen Ablass für die Kapelle am Gangolfiberg. Außerdem hatte Kircher die Reliquien 14 römischer Märtyrer nach Geisa bringen lassen; sie wurden in der Stadtpfarrkirche und in dieser Kapelle aufbewahrt.

### 19. Jahrhundert

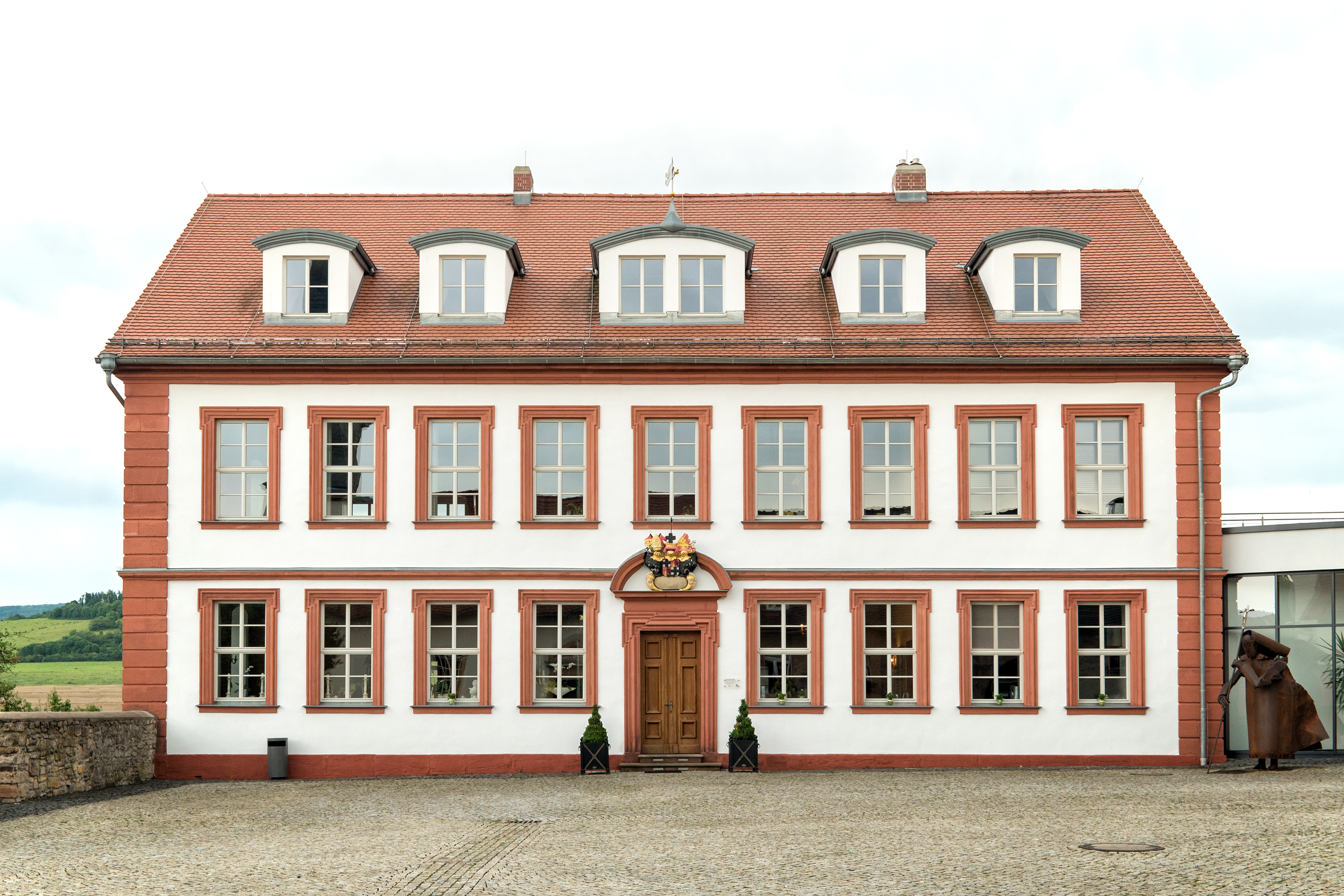
Fürstliches Schloss Geisa

Nach dem Reichsdeputationshauptschluss 1803 wurde das Hochstift Fulda aufgelöst. Geisa wechselte nun mehrfach den Landesherren. Der Wiener Kongress 1815 zerschlug letztendlich die Region. Der nördliche und zentrale Teil ging an Kurhessen, der südliche an Bayern und das Geisaer Amt wurde dem späteren Verwaltungsbezirk Dermbach des thüringischen Großherzogtums Sachsen-Weimar-Eisenach angegliedert. Die politische Trennung der jahrhundertealten Verbindung nach Fulda führte zunächst zu einigen Reibereien mit der neuen, evangelischen Regierung.
Nach dem Wegfall der Zunftschranken im Jahre 1858 konnten sich das Handwerk und Kleingewerbe entwickeln. Viele Familien, darunter viele Juden, lebten auch vom Handel. Das Vereinswesen begann sich ebenfalls zu entwickeln. Durch zwei Großbrände 1858 und 1883 wurde die Innenstadt zweimal fast vollständig dem Erdboden gleichgemacht. Nur die Kirche überlebte beide Brände fast unbeschädigt. Die nach der Reichsgründung 1871 einsetzende Industrialisierung war verbunden mit dem Niedergang des Handwerks und der Verarmung der Bevölkerung. Viele Menschen wanderten in der Folge ins Rheinland oder nach Amerika aus.
Jedoch entwickelte sich die Stadt auch in bescheidenem Maße weiter, so eröffnete 1883 die Städtische Sparkasse Geisa und 1896 wurde ein Raiffeisenverein gegründet. 1897 wurde das Wasserleitungssystem in Betrieb genommen und 1906 erhielt Geisa einen Eisenbahnanschluss an der Ulstertalbahn von Vacha nach Hilders. Der Beginn des Ersten Weltkrieges beendete diese Epoche der Entwicklung in Geisa. Insgesamt 73 junge Männer aus dem Geiser Amt kehrten nicht mehr in die Heimat zurück.

### 20. Jahrhundert
1920 schlossen sich sieben thüringische Kleinstaaten zum Land Thüringen zusammen. Nur der Freistaat Coburg entschied sich zur Vereinigung mit Bayern. In Geisa wurden Stimmen laut, die einen Anschluss an Fulda, das zur preußischen Provinz Hessen-Nassau gehörte, forderten. Doch die neue Landesregierung gestattete diesen Schritt nicht, um weitere Abspaltungen zu verhindern.
Durch die Inflation ab 1923 wurden Waren immer teurer und für normale Bürger kaum mehr zu bezahlen. Um den Markt trotzdem aufrechtzuerhalten, gab die Stadt eigenes Notgeld heraus.
Geisa war immer eine Hochburg der katholischen Zentrumspartei. Trotzdem gab es bei den Reichstagswahlen am 12. November 1933 nur sehr geringen Widerspruch gegen die Nationalsozialisten.
Bei den Novemberpogromen wurden am 9. November 1938 Wohnhäuser und Geschäfte der jüdischen Einwohner geplündert und die Geisaer Synagoge verwüstet. Sie wurde 1940 abgerissen. Eine Gedenktafel erinnert seit 1988 an dieses Geschehen. Während des Zweiten Weltkrieges mussten mehr als 60 Frauen und Männer aus den besetzten Ländern in Geisa und den heute zugehörigen Ortsteilen in der Landwirtschaft Zwangsarbeit verrichten. Zwei Bomben fielen im Zweiten Weltkrieg in der Nähe von Geisa, sie richteten allerdings keinen Schaden an. Als die Amerikaner Deutschland von Westen her besetzten, sollte der Geisaer Volkssturm bis zum letzten Mann Widerstand leisten. Allerdings widersetzten sich die Verantwortlichen vor Ort und übergaben die Stadt kampflos an die Amerikaner.
Gemäß dem Potsdamer Abkommen wurde Geisa nach dem Krieg Teil der Sowjetischen Besatzungszone, später der DDR. Die Stadt lag damit unmittelbar an der innerdeutschen Grenze und wurde die westlichste Stadt des Ostblocks. Schon 1952 wurde hier mit einer ersten Grenzbefestigung begonnen, die gegen Ende der 1960er-Jahre ausgebaut wurde. In der Folge wurden in der Umgebung Dörfer und Aussiedlerhöfe dem Erdboden gleichgemacht. Alle Gebiete in einem Abstand von weniger als fünf Kilometern zur Grenze wurden zum Sperrgebiet erklärt, welches von Nichteinwohnern nicht besucht werden durfte. Selbst nächste Verwandte von außerhalb durften die Einwohner nur mit einem Passierschein besuchen, der nur für den Einzelfall befristet erteilt wurde. Familien, die systemkritische Aussagen machten, oder denen Fluchtabsichten nachgesagt wurden, wurden aus ihrer Heimat zwangsausgesiedelt (Aktion Ungeziefer, siehe auch Aktion Kornblume). 1960 begann die Zwangskollektivierung der Landwirtschaft. Privater Handel und Gewerbe wurden fast vollständig unterbunden. In der Folge schlossen zahlreiche Geschäfte und Handwerksbetriebe. Jedoch entstanden in dieser Zeit auch neue Gebäude für soziale und kulturelle Zwecke wie das Ärztehaus, das neue Schulgebäude oder das Kulturhaus.
Am 23. Oktober 1989 schloss sich die katholische Gemeinde Geisas den Leipziger Friedensgebeten an. Ab dem 30. Oktober fanden im Anschluss an die Friedensgebete Protestmärsche mit brennenden Kerzen statt. Am 9. November öffnete die Regierung schließlich den Eisernen Vorhang. Durch die direkte Lage an der Grenze waren die Einwohner Geisas unmittelbar betroffen.

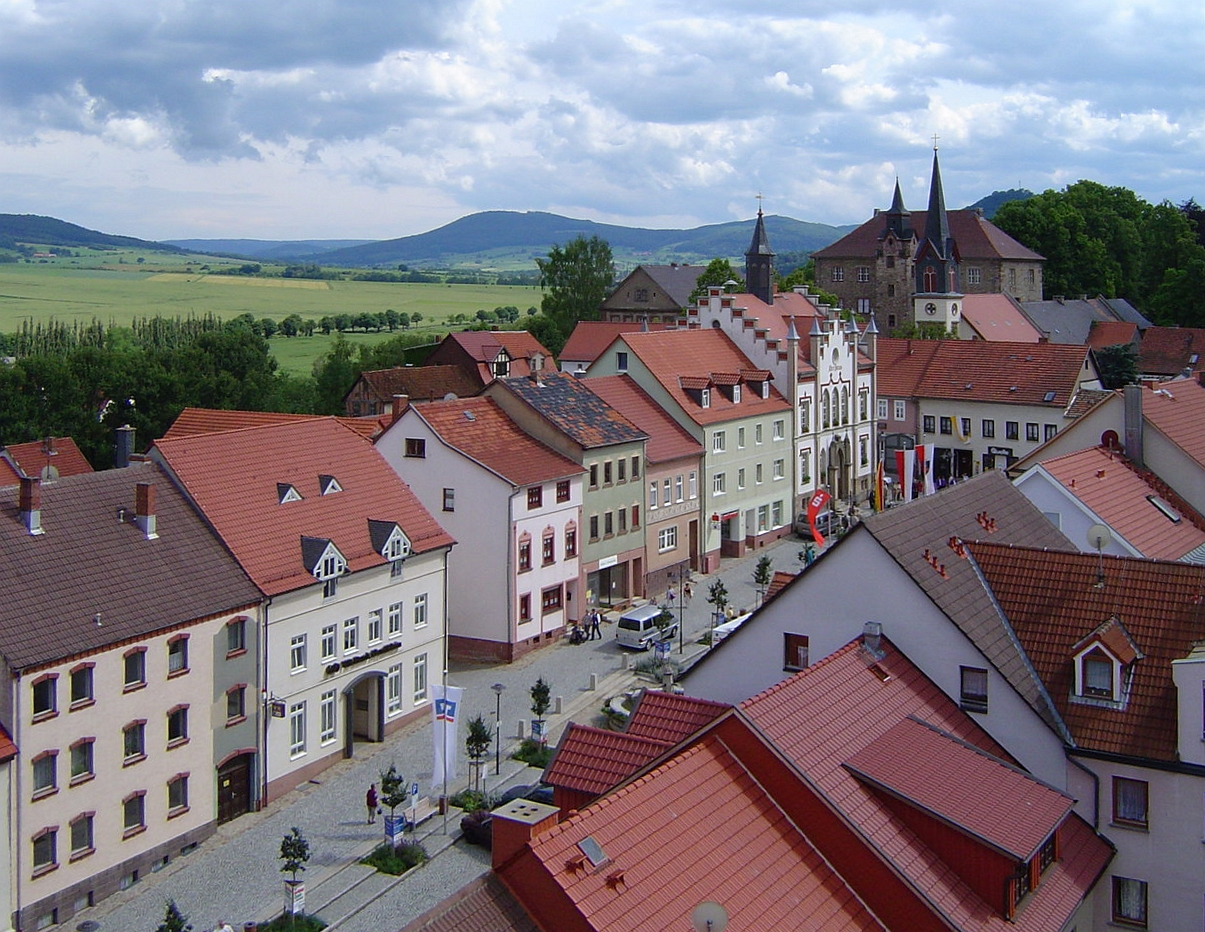
Der Marktplatz mit Blick Richtung Gangolfiberg

Am 10. März 1990 wurde die Städtepartnerschaft mit Hünfeld geschlossen.
Aus den ersten freien Volkskammerwahlen ging die CDU, die fast 70 Prozent der Stimmen erhielt, als deutlicher Sieger hervor. Am Tag der Wiedervereinigung, dem 3. Oktober 1990, pflanzten die Pfarrer und Bürgermeister der Nachbargemeinden Rasdorf und Geisa eine Linde an der ehemaligen innerdeutschen Grenze.
1994 wurden die Kreise Bad Salzungen, zu dem Geisa bisher gehörte, und Eisenach zum Wartburgkreis zusammengelegt. Im Zuge weiterer Gebietsreformen kamen neue Ortsteile zur Stadt Geisa, zuletzt am 1. Januar 2009 die Gemeinde Rockenstuhl. Des Weiteren ist Geisa erfüllende Gemeinde für Nachbarorte Buttlar, Gerstengrund und Schleid.

### Einwohnerentwicklung
Die Einwohnerzahl Geisas lag bereits in der frühen Neuzeit bei etwa 1500. Nach einer Periode des Wachstums im späten 18. und frühen 19. Jahrhundert kam es bereits Mitte des 19. Jahrhunderts zu ersten Abwanderungswellen in industrialisierte Gegenden Deutschlands. Nach einer Phase des bescheidenen Wachstums in der ersten Hälfte des 20. Jahrhunderts hemmte die Lage im Sperrgebiet an der innerdeutschen Grenze die weitere Entwicklung der Stadt. Nach der Wiedervereinigung setzte sich der Bevölkerungsverlust bedingt durch ein Geburtendefizit fort.
Bevölkerung in Geisa nach Religionszugehörigkeit (gemäß Zensus 2011)
Entwicklung der Einwohnerzahl: Datenquelle: ab 1994 Thüringer Landesamt für Statistik – Werte vom 31. Dezember
| - 1835: 1.755 - 1885: 1.600 - 1910: 1.536 - 1925: 1.650 - 1933: 1.592 - 1939: 1.901 - 1994: 3.670 - 1995: 3.732 - 1996: 3.745 | - 1997: 3.665 - 1998: 3.687 - 1999: 3.701 - 2000: 3.584 - 2001: 3.544 - 2002: 3.523 - 2003: 3.543 - 2004: 3.492 - 2005: 3.393 | - 2006: 3.393 - 2007: 3.387 - 2008: 4.757 - 2009: 4.752 - 2010: 4.740 - 2011: 4.735 - 2012: 4.675 - 2013: 4.677 - 2014: 4.684 | - 2015: 4.698 - 2016: 4.745 - 2017: 4.733 - 2018: 4.754 - 2019: 4.767 - 2020: 4.760 - 2021: 4.777 - 2022: 4.823 - 2023: 4.807 |

### Eingemeindungen
Geblar wurde am 1. April 1974 nach Otzbach eingemeindet. Am 1. Oktober 1991 nahm Geisa die bisherige Gemeinde Wiesenfeld auf. Borsch, Bremen und Otzbach kamen am 8. März 1994 hinzu. Rockenstuhl wurde am 31. Dezember 2008 eingegliedert.

## Politik
- Linke: 2
- CDU: 12
- AfD: 2

Die Stadt Geisa ist erfüllende Gemeinde für die Gemeinden Buttlar, Schleid und Gerstengrund.

### Stadtrat
Die Kommunalwahl am 26. Mai 2019 führte zu dem Ergebnis und der daraus folgenden Sitzverteilung, die in nebenstehenden Diagrammen dargestellt sind.

### Bürgermeister
Manuela Henkel (parteilos) wurde im Januar 2020 zur Bürgermeisterin gewählt. Sie setzte sich bei ihrer Wahl mit einer Mehrheit von 76 % der abgegebenen gültigen Stimmen gegen ihren Mitbewerber Matthias Breitenbach (CDU) durch.

### Wappen
Stadtwappen von Geisa zeigt in Schwarz den Heiligen Gangolf auf einem aufgebogenen weißen Schildfuß in goldener Rüstung zwei Schilde haltend. Der rechte zeigt in Rot aus grünem Dreiberg wachsend drei natürliche weiße Lilien, Symbol für Simplicius und seine zwei Geschwister (Faustinus und Beatrix), die 305 in Rom den Martertod starben. Der linke Schild in Weiß mit durchgehendem schwarzen Hochkreuz zeigt das fuldische Kreuz für das Kloster Fulda. Dies war das Zeichen des Fürstabts, zu dessen Besitztümern Geisa jahrhundertelang zählte. Das Wappen von Simplicius (kleines rechtes Schild) gehört in die Gruppe der „Heiligenwappen“, bekannt seit dem 13. Jahrhundert. Diese Wappen wurden oft postum zugelegt oder angedichtet.
Der Entwurf der offiziellen Version des Wappens stammt von Otto Hupp aus Oberschleißheim bei München. Dieser entwarf es als heraldische Übung in den 1920er Jahren. Beim Entwurf waren die heraldischen Gestaltungsrichtlinien bezüglich Form- und Farbgebung verbindlich. Als Grundlage diente ein Stadtsiegel aus dem Jahre 1391. Im Gegensatz zur Version des Wappens aus der DDR-Zeit verzichtet Hupp auf die Angabe der Jahreszahl der ersten urkundlichen Erwähnung der Stadt zu Füßen des Heiligen. Erst nach der Wiedervereinigung wurde Hupps Entwurf in Geisa bekannt. Die Stadtverwaltung erhielt die Erlaubnis, es fortan als offizielles Wappen der Stadt Geisa benutzen zu dürfen.

### Städtepartnerschaft
Nach dem Fall der innerdeutschen Grenze schloss die Stadt Geisa am 10. März 1990 eine Partnerschaft mit dem 15 Kilometer entfernten Hünfeld in Hessen ab.

## Kultur und Sehenswürdigkeiten

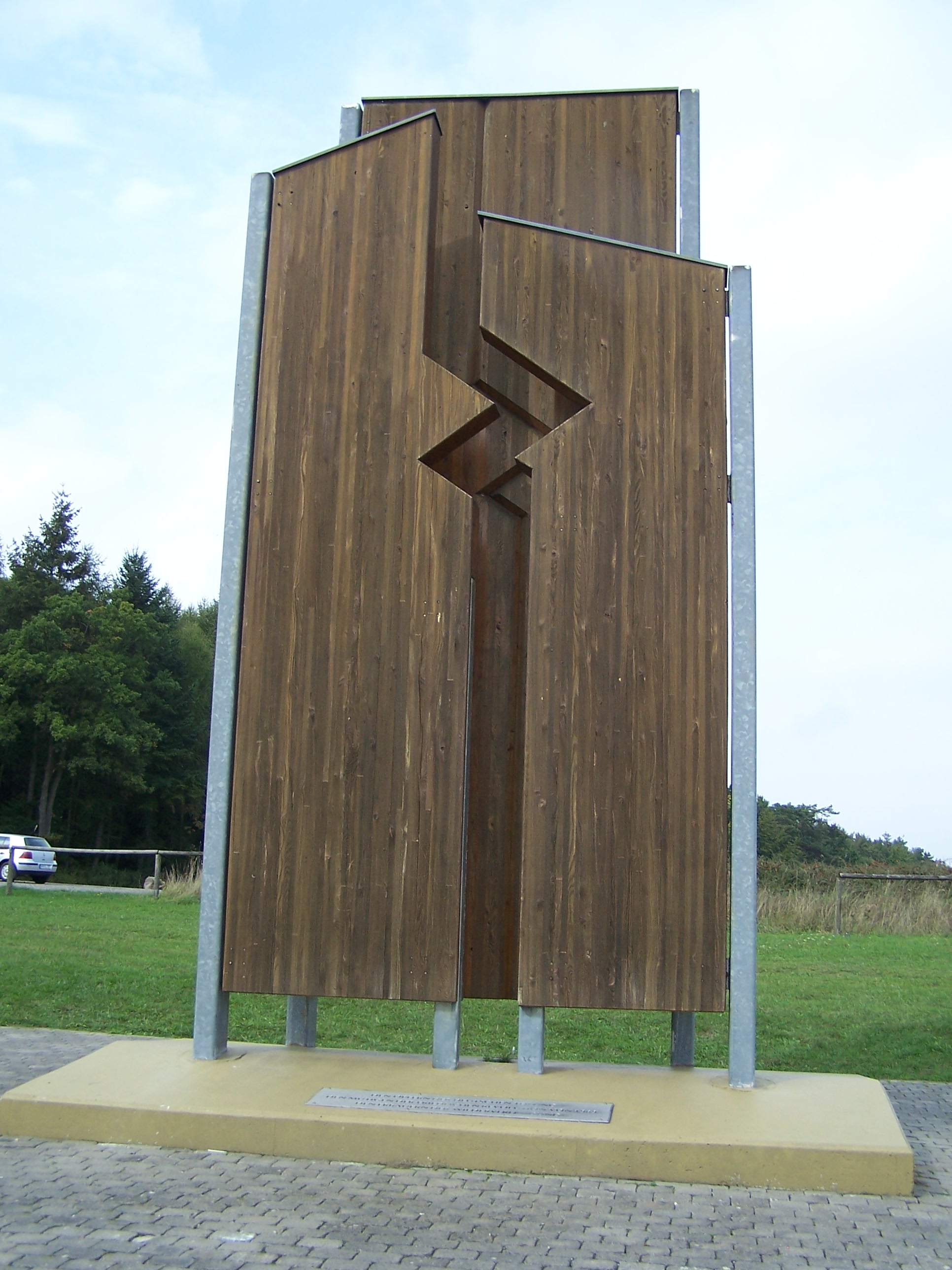
Denkmal am Point Alpha

### Point Alpha
Point Alpha ist eine Mahn-, Gedenk- und Begegnungsstätte vor den Toren Geisas an der ehemaligen innerdeutschen Grenze.
In direkter Nachbarschaft Geisas, der einst am weitesten westlich gelegenen Stadt des Ostblocks, erfüllte der amerikanische Beobachtungsstützpunkt Point Alpha, Außenstelle des 11. Armored Cavalry Regiments „Blackhorse“, bis zum Fall des Eisernen Vorhangs eine wichtige Aufgabe im Verteidigungskonzept der NATO.
Der Stützpunkt lag im Zentrum der NATO-Verteidigungslinie Fulda Gap (Fuldaer Lücke), in der die NATO im Ernstfall die Invasion der Truppen des Warschauer Pakts vermutete. Die Fulda Gap zog sich von Herleshausen über Fulda bis in die Nähe von Bad Neustadt.
Die Brisanz der damaligen Situation ist schon am Namen Point Alpha zu erkennen – hier erwartete man einen Angriff zuerst.
Heute umfasst der Komplex nicht nur den amerikanischen Stützpunkt auf der hessischen Seite, sondern auch einen Streifen der originalen Grenzsicherungsanlagen der DDR und ein Begegnungszentrum auf thüringischer Seite. Das Baumdenkmal für die Deutsche Einheit unterhalb des Aussichtsturms, westsüdwestlich der Gedenkstätte wurde am 22. Dezember 2022, dem 33. Jahrestag der Grenzöffnung zu Rasdorf, gepflanzt.

### Bauwerke
Katholische Stadtpfarrkirche

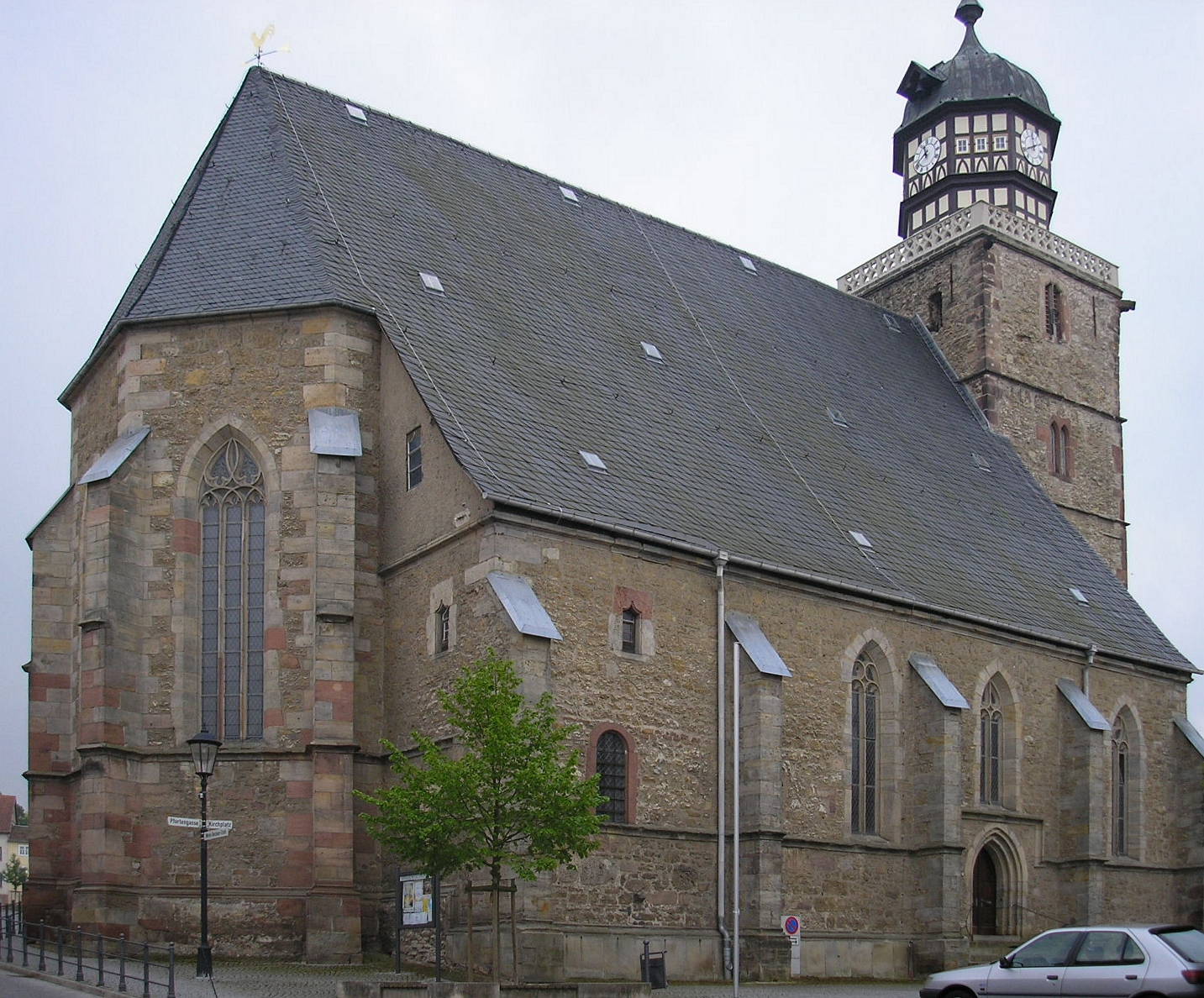
Stadtpfarrkirche St. Philippus und Jakobus

Die Kirche St. Philippus und Jakobus wurde in den Jahren 1489 bis 1504 erbaut. Der Kirchturm und das nördliche Portal gehören zu den ältesten Teilen der Kirche, die noch spätgotische Merkmale aufweisen. Durch spätere Umbauten im 16. Jahrhundert erhielten der Hauptraum und der Chor breitere und höhere Fenster. Die Kirche sollte ursprünglich dreischiffig erbaut werden, jedoch errichtete man nur das Hauptschiff und das nördliche Seitenschiff.
Am westlichen Ende des Schiffes befinden sich zwei Emporen, von denen die untere um 1600 errichtet wurde und die obere erst mit der 1848 aufgebauten Orgel des Gothaer Meisters Friedrich Knauf entstand. Der rechteckige, steinerne Opferstock aus dem Jahre 1517 und der nur unbedeutend jüngere, reich verzierte und mit spätgotischem Maßwerk versehene Taufstein waren lange Jahre die ältesten Ausstattungsstücke der Kirche. Während einer umfassenden Umgestaltung des Innenraums in den 1950er-Jahren wurde der ehemals barocke Hauptaltar durch einen wertvollen spätgotischen Flügelaltar von 1491 aus der Schleider Pfarrkirche ersetzt.
Der an der Westseite stehende, über die Stadt wachende, 38 Meter hohe Kirchturm besitzt fünf Stockwerke und ist mit einer Galerie aus steinernem Maßwerk sowie mit an allen vier Ecken unterhalb der Galerie angebrachten Wasserspeiern versehen. Im Turmaufsatz, der aus einem achteckigen Kuppelbau besteht, wohnte bis zum Ende des 19. Jahrhunderts der Türmer, der die Glocken zu läuten und über die Stadt zu wachen hatte. Heute ist in den beiden Stockwerken der Kuppel ein automatisches und handspielbares Carillon untergebracht, dessen Melodien drei Mal täglich erklingen. Es besteht aus 49 handgegossenen Bronzeglocken, die auch im Rahmen einer Führung angehört werden können.
Evangelische Pfarrkirche
Nachdem Geisa 1815 Teil von Sachsen-Weimar-Eisenach geworden war, zogen auch wieder vermehrt evangelische Personen in die Stadt. Deshalb wurde 1853 der Marstall des Schlosses zur evangelischen Kirche umgebaut. Das Gebäude befindet sich am Schlossplatz gegenüber dem Schloss. Beim Stadtbrand 1858 wurde die Kirche zerstört, es folgte bis 1860 der Wiederaufbau in spätklassizistischen Formen. An die Saalkirche wurde erst 1892 nördlich ein Turm angebaut. 1888 wurde ein Buntglasfenster mit einem Christusbild eingesetzt. Die übrige Innenausstattung der Kirche stammt aus den 1920er-Jahren.
Rathaus

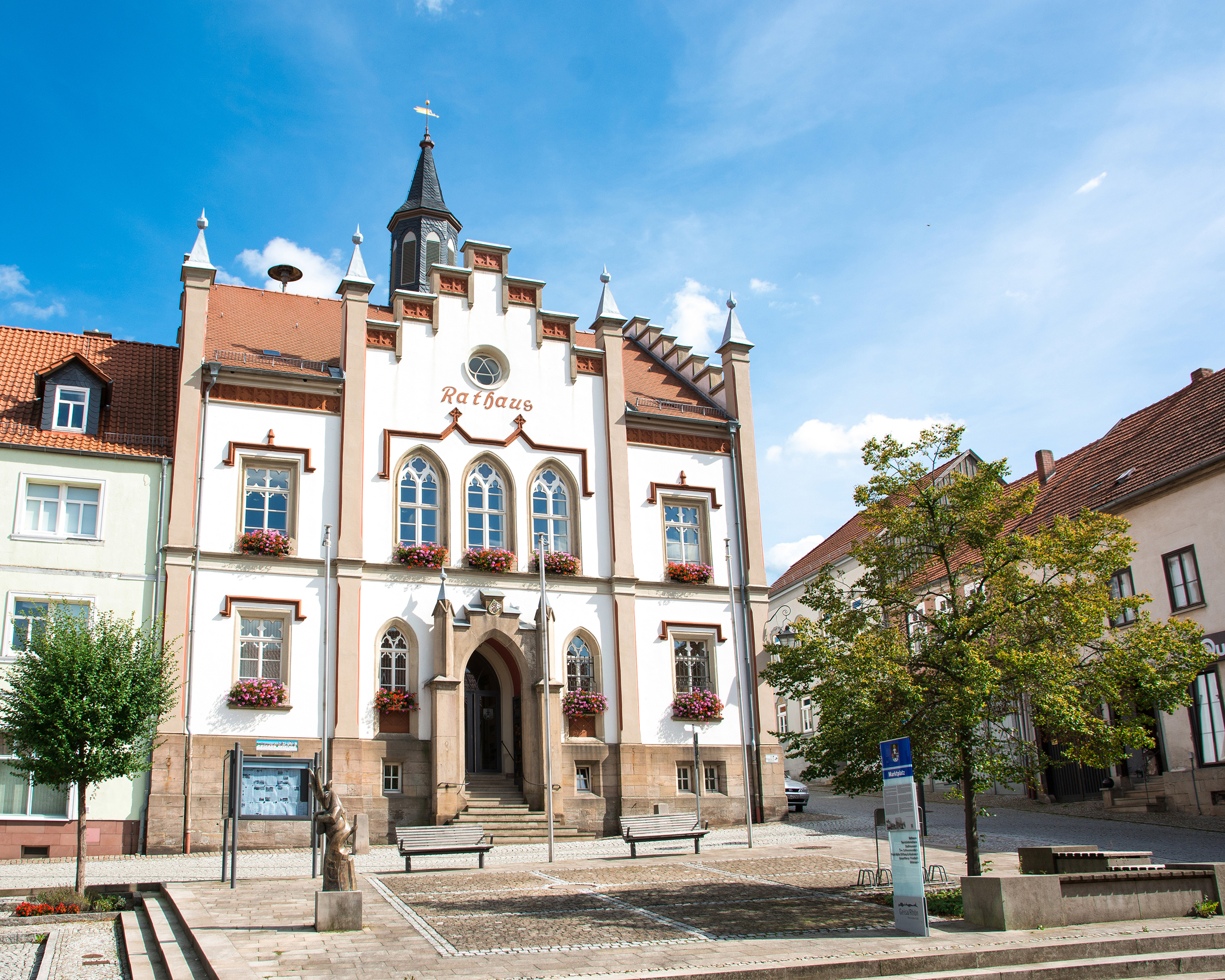
Rathaus von Geisa

Das Rathaus der Stadt Geisa wurde nach dem ersten Stadtbrand im Jahr 1858 zwischen 1859 und 1861 auf dem Platz des alten Rathauses auf der südöstlichen Ecke des Marktplatzes im neugotischen Stil errichtet. In seiner Architektur ähnelt es dem Erfurter Rathaus, welches in derselben Epoche, jedoch mit anderer Farbgebung, entstand. In einen Stein in der Mauer der Rathausgarage ist die Jahreszahl 1663 eingemeißelt – er stammt wahrscheinlich noch vom Vorgängerbau.
Stadtbefestigung
Die Geisaer Stadtbefestigung ist noch großteils erhalten. Sie wurde bereits 1265 angelegt und 1594 umgebaut. Die beiden Stadttore im Norden und Süden wurden schon 1832 abgerissen; 1858 wurde der südliche Teil der Stadtbefestigung dann durch einen Stadtbrand zerstört. Der östliche Teil der Mauer ist als hohe Mauer mit Strebepfeilern und Schießscharten erhalten, während der westliche Teil teilweise mit Wohnhäusern überbaut ist. Neben dem Diebsturm im Schlossbereich sind noch drei weitere Türme teilweise vorhanden.
Schloss

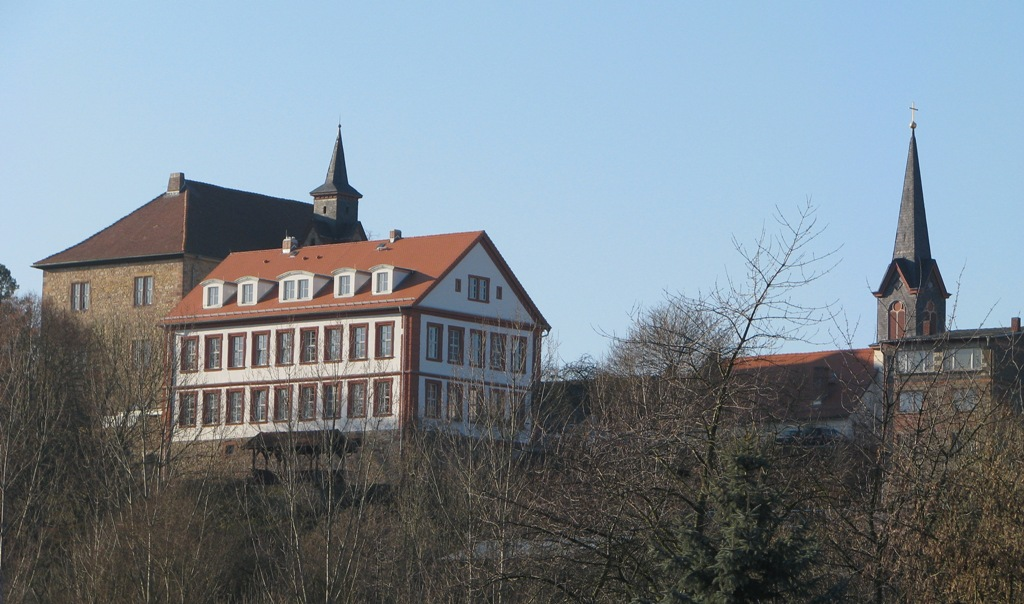
Schloss Geisa

Fuldas Fürstabt Adalbert von Schleifras (1700–1714), dessen Wappen das Eingangsportal des Schlosses markiert, ließ auf dem Geisaer Gangolfiberg neben dem Amtsgericht vom Baumeister Johann Dientzenhofer das neue Schloss errichten. Es diente als Jagdschloss und Sommerresidenz der fuldischen Fürstäbte und Fürstbischöfe. Nach der Säkularisation des Fuldaer Landes waren im Schloss diverse öffentliche Einrichtungen wie das Forstamt, der Schulhort und in jüngerer Zeit auch Teile der Grundschule untergebracht.
An das Schlossgebäude schließt sich am Hang des Gangolfiberges der terrassenförmig angelegte Schlossgarten (Funkengarten) an, der von der im Ganzen sehr gut erhaltenen Stadtmauer begrenzt wird. Die Südostecke der Geisaer Stadtbefestigungsanlage wird durch einen Stadtmauerturm, das Diebstürmchen, markiert. Im Funkengarten finden regelmäßig Veranstaltungen, unter anderem das Funkenfest statt. Heute befindet sich im oberen Geschoss des Schlosses der Sitz der Point Alpha Stiftung. Im unteren Geschoss befindet sich ein Restaurant mit Café in fürstlichen Ambiente. Die im original Barockstil renovierten Räume sowie der alte Gewölbekeller sind für die Allgemeinheit zugänglich und können heute jederzeit besichtigt werden.
Amtsgericht

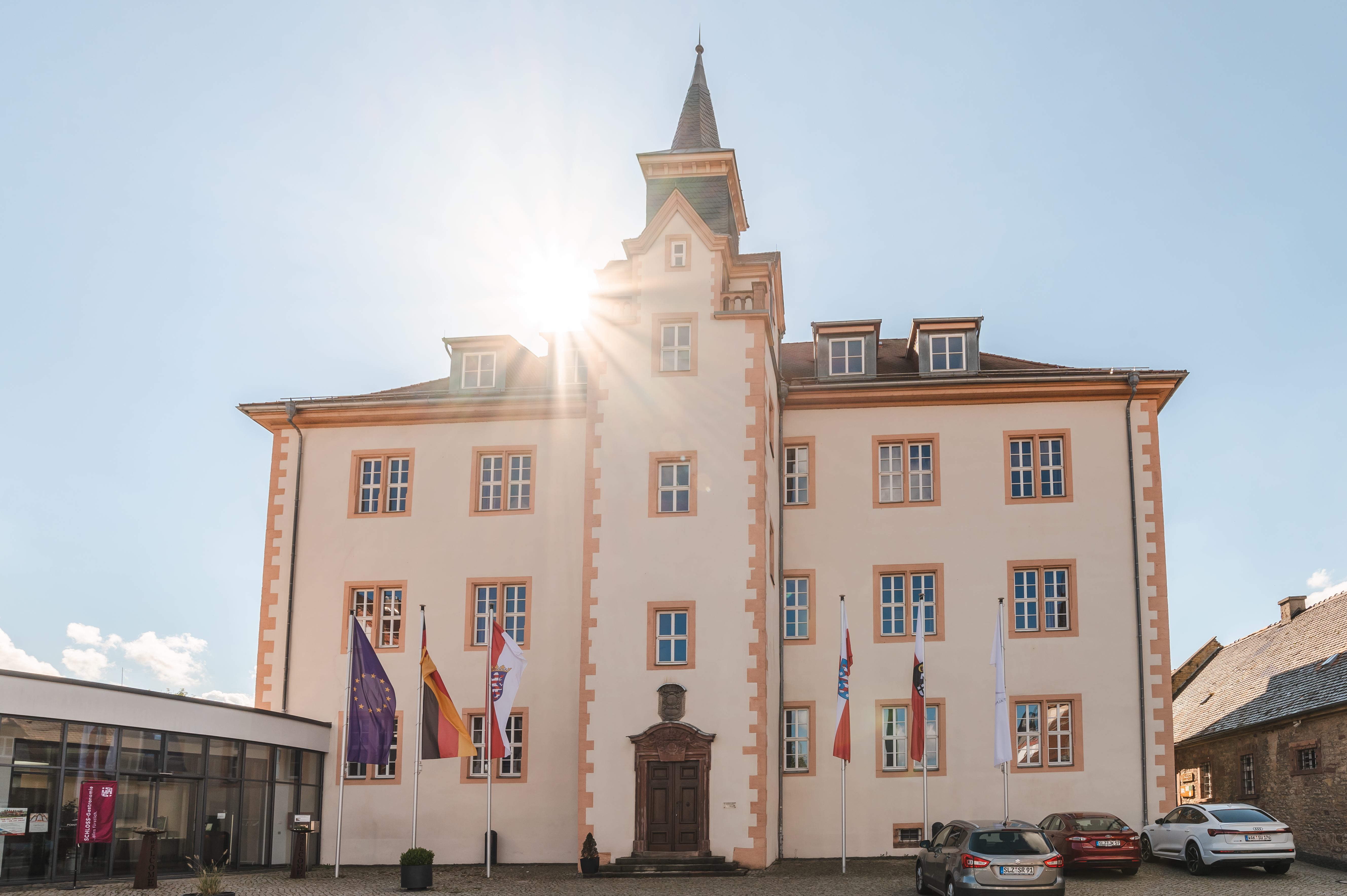
Amtsgerichtsgebäude

Das 1540 erbaute Gebäude diente zu Beginn als Kellerei und Kornspeicher. Vom Ende des 16. bis Anfang des 17. Jahrhunderts war das Gebäude im Besitz von Melchior von Dernbach genannt Graul, Amtmann in Brückenau, kaiserlicher Rat und fuldaischer Hofmarschall, Bruder des Fürstabtes Balthasar von Dernbach und Vater von Peter Philipp von Dernbach, dem späteren Fürstbischof von Bamberg und Würzburg. Unter den Fürstäbten Placidus von Droste (1678–1700) und Konstantin von Buttlar (1714–1726) wurde es zum Amtshaus und Gerichtssitz umgebaut. Obwohl das Amtsgericht Geisa im Rahmen einer Strukturreform 1949 aufgelöst wurde, hat das Gebäude diesen Namen bis auf den heutigen Tag behalten. Viele Jahre diente es als Wohn- und Bürohaus und zur Unterbringung des Schulhortes. Heute befindet sich im Amtsgerichtsgebäude das Gästehaus der Point Alpha Stiftung. Die Räume wurden aufwendig saniert und modernisiert. So entstand ein Anbau, der als moderner Tagungsraum, mit Platz für bis zu 120 Personen genutzt werden kann, außerdem stilvolle Hotelzimmer in einer interessanten Atmosphäre von alt und moderne. An das Amtsgericht grenzt westlich ein eingeschossiges Nebengebäude mit einer Tordurchfahrt, das die Wappen Konstantin von Buttlars trägt und früher das Gefängnis beherbergte.
Geisaer Waldhäuschen
Das Geisaer Waldhäuschen wurde 1916 Zwecks Unterbringung der städtischen Forstarbeiter errichtet. Ab 1929 wurde es zu Zwecken des Fremdenverkehrs benutzt. Nach dem Zweiten Weltkrieg übernahm der Geisaer Kulturbund die Trägerschaft und sanierte es in Eigenleistung von Grund auf.
Weil Grenzgänger es als Unterschlupf bei einer Flucht aus der DDR über die nahe innerdeutsche Grenze hätten verwenden können, ließ die Regierung das Waldhäuschen 1975 in einer Nacht-und-Nebel-Aktion abreißen und provozierte damit Empörung bei der Bevölkerung. Nach der Wende herrschte in Geisa der einhellige Wille zum Wiederaufbau des Waldhäuschens. Es gab allerdings Probleme mit der Baugenehmigung, da im Biosphärenreservat Rhön außerhalb geschlossener Ortschaften keine neuen Gebäude errichtet werden dürfen. Nach einigen Jahren konnte 1998 schließlich doch das neue Waldhäuschen eingeweiht werden.
Kulturhaus
Das Kulturhaus wurde in den Jahren 1953/54 errichtet. Es verfügt über einen großen Saal mit über 500 Sitzplätzen und einer Bühne. Bis in die heutige Zeit dient das Kulturhaus als Versammlungs- und Veranstaltungsort, unter anderem für den Geisaer Karneval.
Weitere Bauwerke

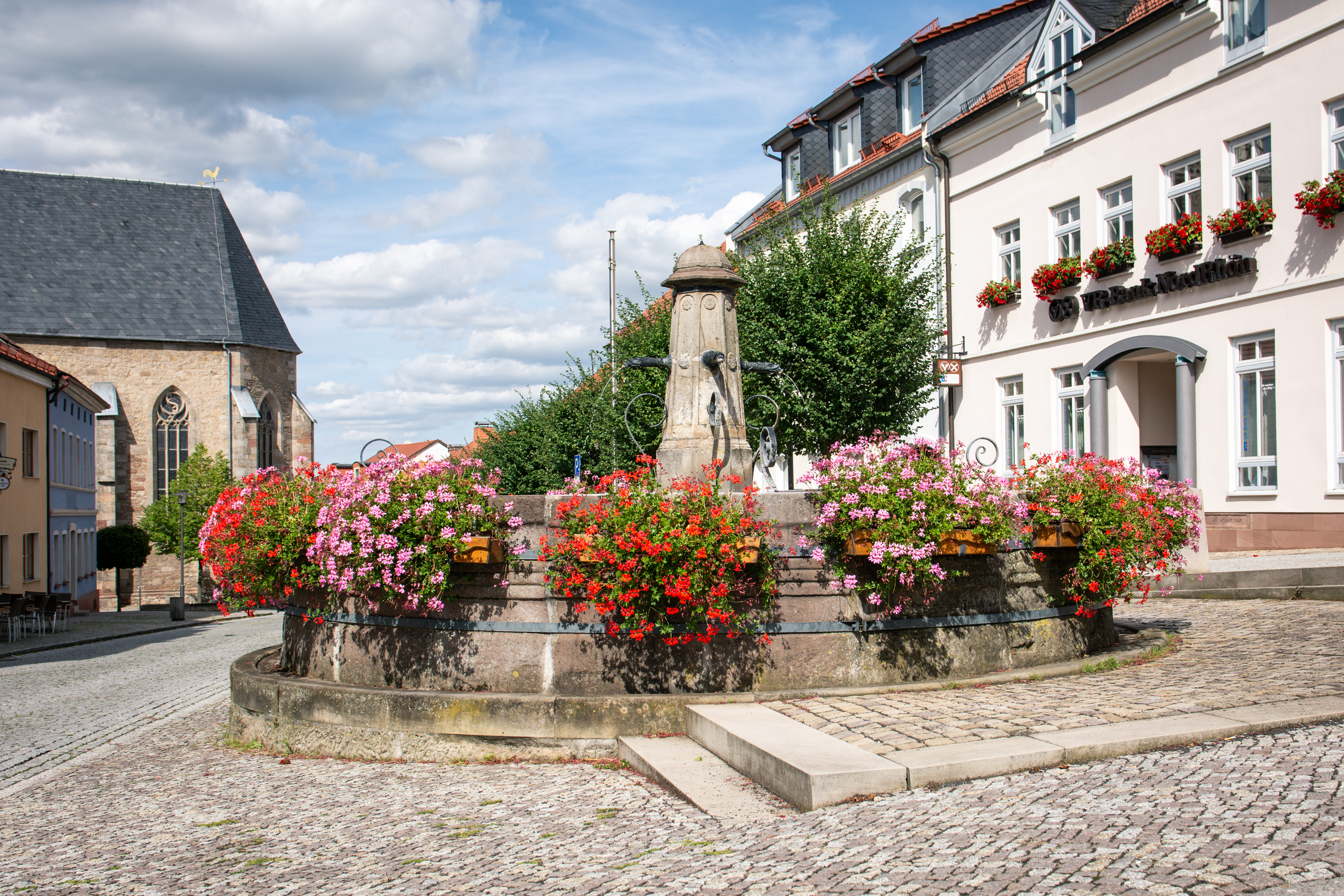
Marktbrunnen

- Auf dem Marktplatz steht der Stadtbrunnen von 1677, ein runder Sandsteinbrunnen.
- Im Bereich des ehemaligen nördlichen Stadttors steht der Tränkebrunnen mit einem Löwen aus der Zeit um 1675.
- Die Ulsterbrücke stammt von 1684 und wurde 1991 saniert. Neben ihr steht seit 1717 eine Steinfigur des Heiligen Johannes Nepomuk als Schutzpatron.

### Gangolfipark, Zentgericht und Friedhof

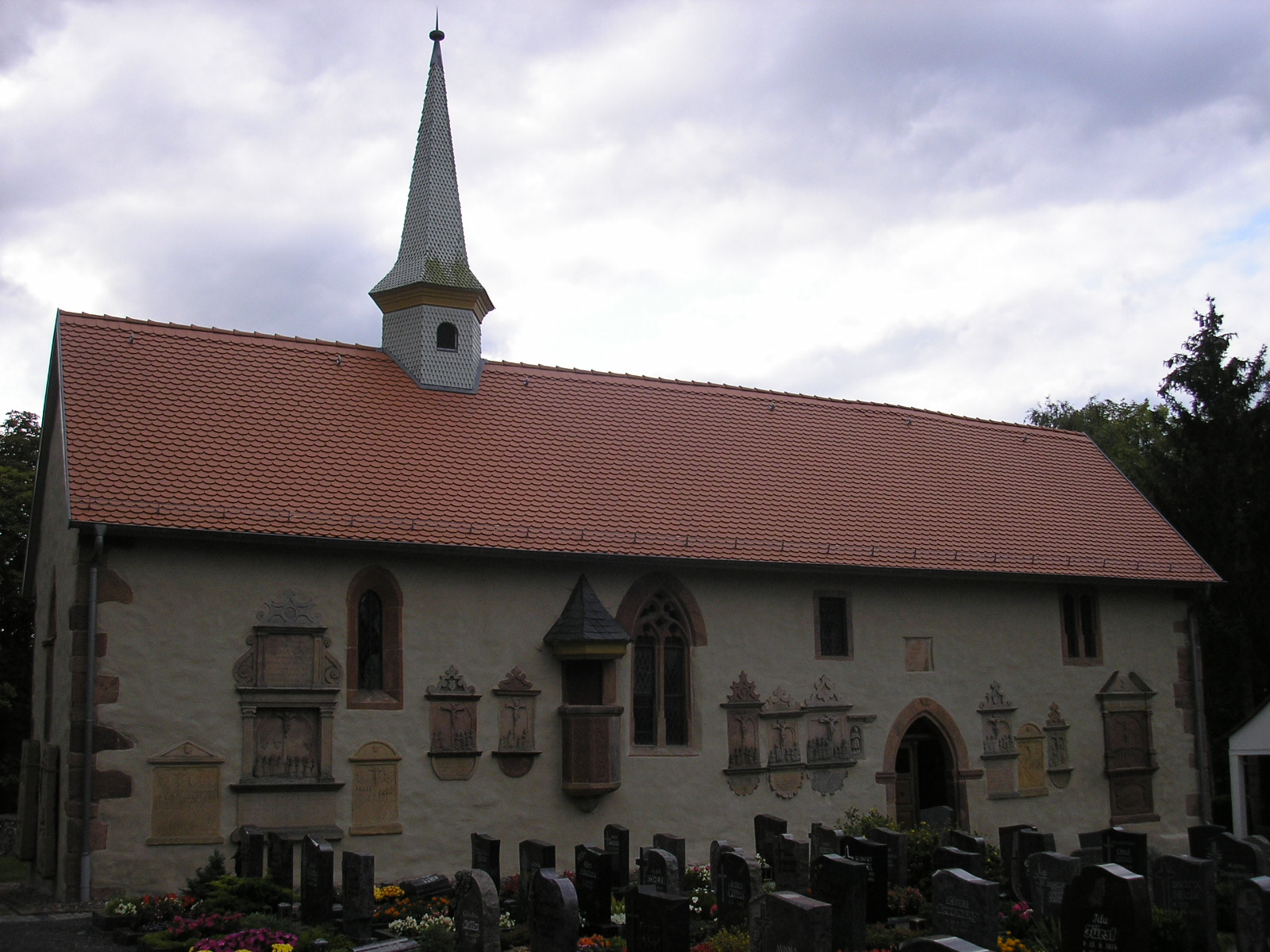
Friedhofskapelle auf dem Gangolfiberg

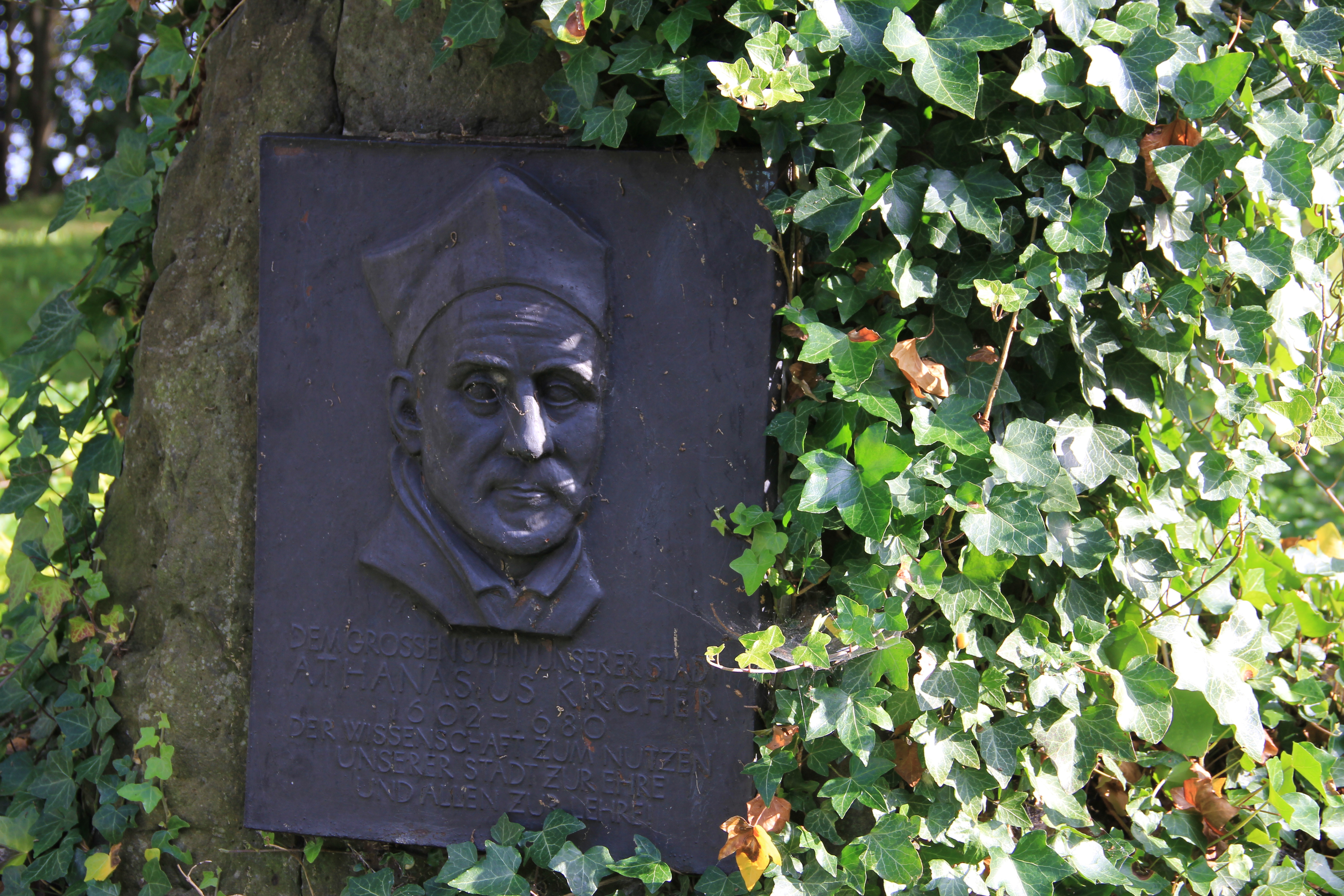
Gedenkstein zu Ehren von Athanasius Kircher

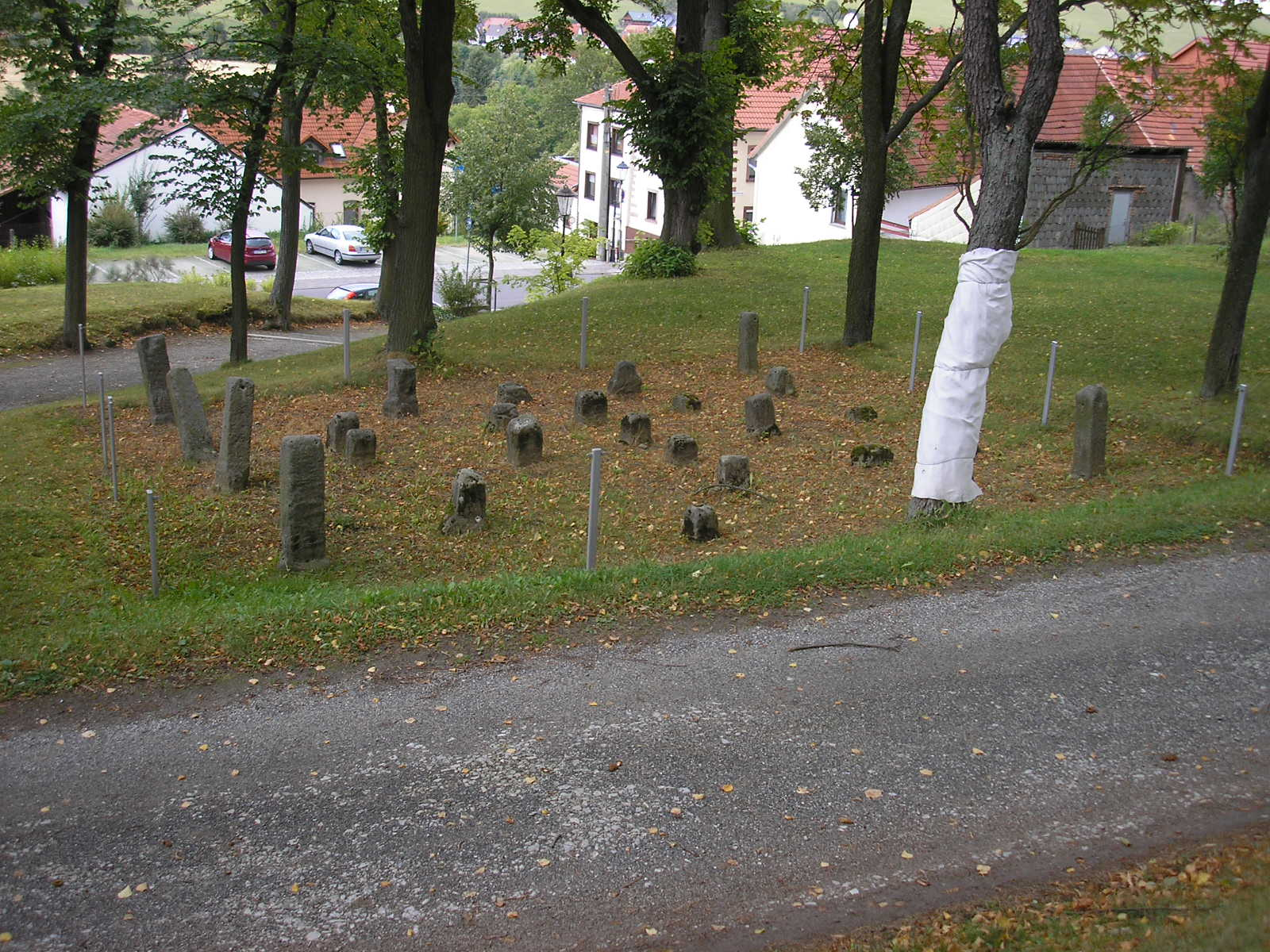
Zentgericht

In dem weitläufigen und erholsamen Park auf dem Gangolfiberg befinden sich unter anderem der Gedenkstein zu Ehren des größten Sohnes der Stadt, Athanasius Kircher, und das Zentgericht. Es stammt aus dem 11. Jahrhundert und ist in dieser Form als mittelalterliche Gerichtsstätte in Mitteldeutschland einmalig. Es besteht aus einer regelmäßigen Anordnung von Steinquadern, die als Sitzgelegenheit dienten. Je höher der Stein, desto höher der Rang der Person. Den Zentgerichten oblag insbesondere auch die Blutgerichtsbarkeit, das heißt die Verhängung der Todesstrafe. Im Park stehen des Weiteren eine Petrusstatue von 1871 und ein Germania-Denkmal von 1887. Die Lindenalleen des Parks wurden 1875 angelegt.
Inmitten des Friedhofes auf dem Gangolfiberg liegt die architektonisch wertvolle Friedhofskapelle, deren Bestehen seit dem Jahr 1461 nachweisbar ist. An der Nordseite ist eine Außenkanzel aus der Zeit um 1600 angebracht, die mit der Innenkanzel durch einen Mauerdurchgang verbunden ist. Während die Süd- und die Westseite nicht mit besonderem Schmuck versehen ist, sind an der Ostseite mehrere barocke Grabsteine zu erkennen. Es wird vermutet, dass die Friedhofskapelle früher als Wallfahrtskapelle genutzt wurde, da sie auf einem der bekannten Jakobswege nach Santiago de Compostela liegt.

### „Weg der Hoffnung“ an Point Alpha
Entlang des früheren Todesstreifens der innerdeutschen Grenze oberhalb von Geisa schuf der Künstler Ulrich Barnickel 2009/10 vierzehn monumentale Metallskulpturen, die einen Kreuzweg bilden. In den Darstellungen werden die biblischen Passionsbilder verbunden mit Symbolen, die sozialistische Diktatur und Willkür des DDR-Regimes ins Bild setzen. Der Kreuzweg ist daher religionsübergreifend verstehbar und bringt künstlerisch das Leid der Grenzziehung und den Widerstand gegen den Totalitarismus zum Ausdruck.

### Grottenfest in Wiesenfeld
Im Stadtteil Wiesenfeld befindet sich eine Mariengrotte, sie wurde von Privatleuten errichtet und am 29. August 1994 eingeweiht. Der Ort gilt bereits als lokaler Wallfahrtsort.

### Naturdenkmäler
Der Rockenstuhl ist ein Berg mit einer Höhe von 529 Metern. Er liegt etwa fünf Kilometer südlich von Geisa zwischen den Flüssen Ulster und Geisa. Bedingt durch den aufgesetzten Basaltkegel und seine geografische Lage ist er ein Wahrzeichen des Geisaer Landes. Auf dem geschichtsträchtigen Rockenstuhl befindet sich eine Schutzhütte, in deren Nähe Reste einer sagenumwobenen ehemaligen Burganlage zu sehen sind. Zwischen Geisa und dem Rockenstuhl existiert ein historischer Wanderlehrpfad, auf welchem man geschichtliche Hintergrundinformationen erfährt.

## Wirtschaft und Infrastruktur

### Verkehr

#### Straße
Geisa liegt an der Bundesstraße 278, über die nach Norden eine Verbindung nach Eisenach (50 Kilometer) und nach Süden nach Tann (11 Kilometer) besteht. Über eine Landesstraße besteht nach Westen Anschluss zur Bundesstraße 84 nach Fulda (32 Kilometer). Weitere Landesstraßen führen nach Stadtlengsfeld (17 Kilometer) und Dermbach (15 Kilometer) im Osten sowie nach Hofbieber im Südwesten (22 Kilometer). Die nächstgelegenen Autobahnen sind die Bundesautobahn 7 bei Hünfeld 23 Kilometer westlich und die Bundesautobahn 4 bei Friedewald 29 Kilometer nördlich.

#### Eisenbahn

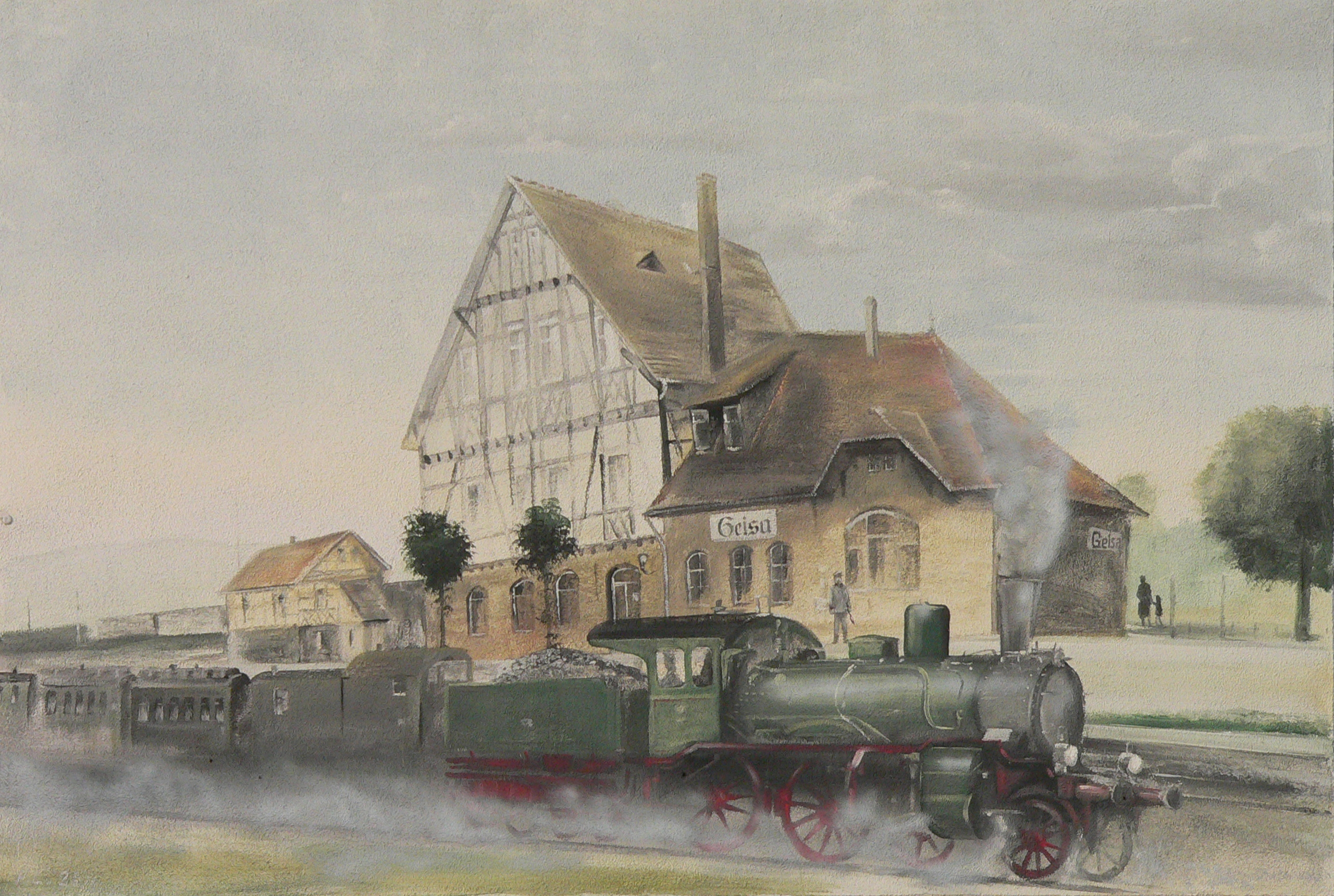
Darstellung des Geisaer Bahnhofs am früheren Bahnhofsgebäude

Der einzige Eisenbahnanschluss Geisas war die Ulstertalbahn, eine Nebenstrecke von Vacha (dort Anschluss nach Eisenach und Bad Salzungen) im Norden durch das Ulstertal nach Hilders im Süden (dort Anschluss nach Fulda). Sie wurde 1906 Richtung Norden und 1909 Richtung Süden eröffnet und überquert mehrfach die ehemalige innerdeutsche Grenze, weshalb der Bahnverkehr nach Geisa im Zuge der Abriegelung dieser Grenze 1952 eingestellt wurde.
Der nächstgelegene Bahnhof in Hünfeld ist von Geisa aus mit der Wartburgmobil-Buslinie 120 erreichbar.

#### ÖPNV
Geisa ist durch mehrere Buslinien mit den benachbarten Gemeinden sowie mit Eisenach und dem dortigen ICE-Bahnhof verbunden. Ein Betriebshof des Verkehrsunternehmen Wartburgmobil befindet sich im Ort.

#### Rad- und Wanderwege
Durch Geisa führen:
- Der Bahnradweg Hessen führt von Hanau auf ehemaligen Bahntrassen ca. 250 km durch den Vogelsberg und die Rhön und endet in Bad Hersfeld.
- Der Point-Alpha-Weg als ca. 15 km langer familienfreundlicher Wanderweg.
- Der Ulstertal-Radweg als Teil des Rhönradwegs. Dieser hat eine Länge von insgesamt 180 km und führt von Bad Salzungen nach Hammelburg, durch alle drei Bundesländer der Rhön: Bayern, Hessen und Thüringen.

### Wasser und Abwasser
Die Wasserver- und Abwasserentsorgung wird durch den Wasser- und Abwasserverband Bad Salzungen sichergestellt.

## Persönlichkeiten

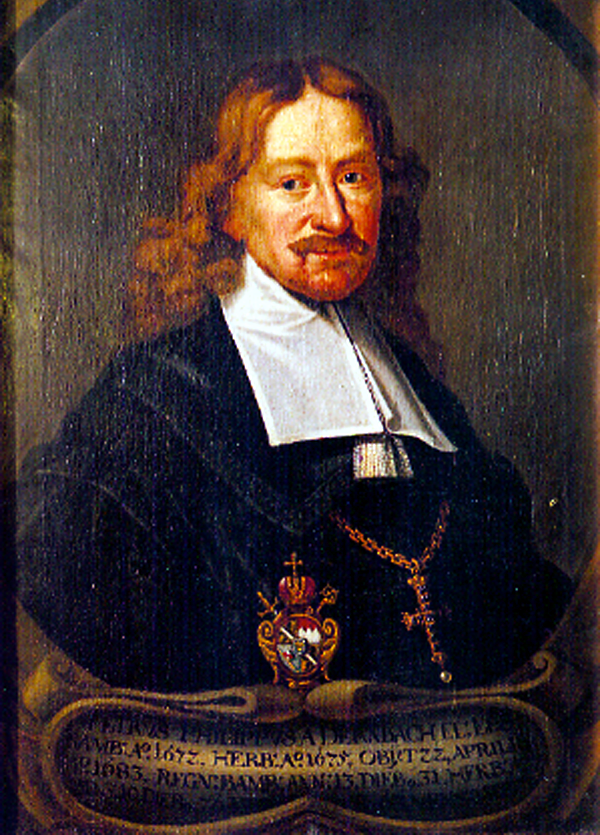
Peter Philipp Reichsgraf von Dernbach gen. Graul, Fürstbischof des Bistums Bamberg und Bistums Würzburg

### Söhne und Töchter der Stadt
- Athanasius Kircher (1602–1680), Jesuit und Universalgelehrter
- Peter Philipp von Dernbach (1619–1683), Fürstbischof des Bistums Bamberg und Bistums Würzburg
- Johannes Koch (1763–1843), Lazarist
- Adolph Kaiser (1804–1861), Künstler
- Adalbert Geheeb (1842–1909), Apotheker und Moosforscher
- Paul Geheeb (1870–1961), Reformpädagoge
- Cornelius Müller Hofstede (1898–1974), Kunsthistoriker und Museumsdirektor
- Josef Freudenthal (1903–1964), deutsch-amerikanischer Musikverleger
- Eleonore Kleiber (1925–1997), Kostümbildnerin
- Gisela Hilbrecht (* 1948), Politikerin (SPD), Bundestagsabgeordnete 1990–2005

### Personen, die in Geisa gewirkt haben
- Cäsar Rüstow (1826–1866), preußischer Offizier und Militärschriftsteller, wurde im Krieg 1866 bei Geisa getötet und in der Stadt begraben
- Moritz Goldschmidt (1863–1916), Botaniker, seit 1885 Lehrer in Geisa
- Walther Graef (1873–1937), Oberamtsrichter in Geisa